# Borgosesia
Borgosesia (Ël Borgh in piemontese; Zar Burg in walser) è un comune italiano di 11 972 abitanti della Valsesia, una valle alpina situata in Piemonte, nella provincia di Vercelli.
È il centro abitato più popoloso della Valsesia e il secondo della provincia d'afferenza.

## Geografia fisica

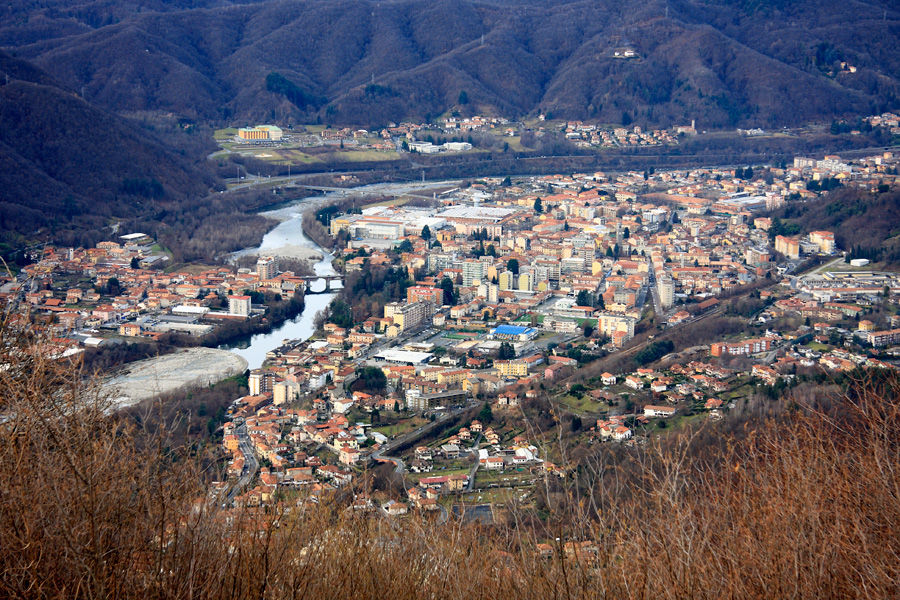
Panorama di Borgosesia dal Monte Fenera

Borgosesia è un Comune del Parco naturale del Monte Fenera situato ai piedi del Monte Barone, a 354 metri d'altitudine, nell'ambito di un contesto collinare, specie a Nord. Attraversato dal fiume Sesia, il comune si trova nella bassa Valsesia, ai confini con il territorio di Novara. Borgosesia confina con i vicini comuni di Cellio con Breia, Grignasco Guardabosone, Postua, Quarona, Valduggia e Serravalle Sesia.

## Origini del nome
Il toponimo è una parola composta da due parti, tanto in lingua latina quanto in quella germanica-walser. La parola "Borgo" (Burgus, in latino; Burg, in lingua walser), indicativa il “centro rurale fortificato" abitato dal popolo, in contrapposizione al castrum o castellum, dimora del signore; mentre "Sesia" è in riferimento al fiume Sesia che scorre attraverso la cittadina.

## Storia
Fondata nel 14 a.C. da popolazioni native, è stata ribattezzata Seso dai latini ed ha assunto vari nominativi nel tempo (es. Borgofranco) fino all'odierno Borgosesia.
Posseduta nel periodo medioevale dai Conti di Biandrate, in quanto parte della provincia di Novara ha subito il dominio spagnolo e la peste nera nel 1600.

Le famose giubbe rosse indossate dalle milizie guidate da Giuseppe Garibaldi - i famosi Garibaldini - furono tessute a Borgosesia negli stabilimenti corrispondenti all'attuale ditta Zegna Baruffa Lane Borgosesia, già Manifattura Lane Borgosesia. Uno di questi cimeli originali è conservato presso la biblioteca civica locale.

Minacce alla popolazione di Borgosesia scritte dai militi della Legione Tagliamento dopo l'eccidio del 22 dicembre 1943.

Durante la seconda guerra mondiale la cittadina ed la Valsesia in generale furono interessate da duri scontri tra i partigiani, capitanati da Cino Moscatelli, e le milizie repubblichine.
 Il 22 dicembre 1943, dopo un primo vasto rastrellamento, i militi della 1ª Legione d'Assalto "M" "Tagliamento" guidati da Merico Zuccari fucilarono dieci uomini, tra cui l'ex podestà di Varallo, lungo il muro della chiesa di Sant'Antonio a Borgosesia. Nell'aprile 1944 fecero ritorno a Borgosesia i militi della "Tagliamento", nuovamente impegnati in una spietata repressione anti-partigiana. L'11 aprile fucilarono tre partigiani in piazza Frascotti ed il 18 luglio ne assassinarono altri sei presso il cimitero.
 Il giorno seguente quest'ultima strage i tedeschi assaltarono le frazioni di Rozzo, Lovario, Bastia e Marasco uccidendo complessivamente sedici civili.
Borgosesia è anche ricordata per essere la città in cui il partigiano e poi senatore Cino Moscatelli, una delle figure di spicco delle Brigate Garibaldi a livello nazionale, incentrò la sua attività, ingaggiando terribili scontri con le forze nazifasciste anche in prossimità della città (numerosi i monumenti ai giustiziati in città e nei boschi limitrofi).

### Simboli
Lo stemma del comune di Borgosesia è stato riconosciuto con D.P.C.M. del 27 gennaio 1959 e raffigura un’aquila al volo spiegato, posta su due monti di verde, tra i quali defluisce un fiume.
Il gonfalone municipale, concesso con decreto del presidente della Repubblica del 5 marzo 1959, è un drappo di azzurro.

## Monumenti e luoghi d'interesse
- Il Sacro Monte del Santuario di Sant'Anna di Montrigone è un complesso architettonico religioso parte di quel sistema di Sacri Monti prealpini che si sviluppò tra il XVI e il XVII secolo[6]
- Chiesa dei Santi Pietro e Paolo, situata in piazza Martiri, è stata costruita in stile barocco nella seconda metà del XVII secolo;[6] in seguito, nel 1852 è stata arricchita da una facciata neoclassica[6]
 Al suo interno sono conservati:
- Deposizione dalla Croce di Martinolio, detto il Rocca, risalente al XVII secolo[6]
- una cinquecentesca Sacra Famiglia attribuita a Gaudenzio Ferrari[6]
- Affreschi attribuiti a Tanzio da Varallo[6]
- Polittico, dipinto nel 1539 da Bernardino Lanino[6]

- Chiesa di Sant'Antonio
- Chiesa di Santa Marta
- Chiesa dell'Annunciazione
- Oratorio di San Grato
- Oratorio di San Rocco
- Chiesa di Santa Maria Assunta e San Gottardo, nella frazione di Rozzo
- Chiesa di San Giovanni Evangelista, nella frazione di Foresto

## Società

### Evoluzione demografica
Negli ultimi cinquanta anni, a partire dal 1971, la popolazione residente è diminuita del 25 %.
Abitanti censiti

## Cultura

### Tradizioni e folclore
Il Carnevale di Borgosesia, che si svolge dal 1854: mentre tutti gli altri carnevali di rito romano terminano con il Martedì grasso, il carnevale borgosesiano vive il suo atto conclusivo nel primo giorno di Quaresima, per inscenare con un lungo corteo una sorta di funerale del carnevale stesso.

### Istruzione

#### Musei
- Museo Etnografico e del Folklore Valsesiano, situato nello storico edificio della Manifattura Lane, in Via delle Manifatture n° 10, dal 1977 offre un'esposizione dedicata agli usi e costumi tradizionali della valle.[18][19]
- Museo di archeologia e paleontologia Carlo Conti, inaugurato nel 2007 e dedicato allo scultore Carlo Conti, il museo conserva materiale paleontologico derivante dalle cavità presenti nel vicino Monte Fenera nonché materiale rinvenuto negli anni '10 da Carlo Conti.[18][20]

## Geografia antropica

### Frazioni
Agnona, Albergate, Aranco, Bastia, Bettole, Brina, Cà di Rondo, Cadegatti, Caggi, Calco di mezzo, Calco inferiore, Calco superiore, Caneto, Cardolino, Cartiglia, Cascina Agnona, Cesolo, Costa di Foresto, Costa inferiore, Costa superiore, Cravo, Fenera Annunziata, Fenera di mezzo, Fenera San Giulio, Ferruta, Foresto, Fornace, Frasca, Gianinetta, Guardella, Isolella, Lovario, Marasco, Molino delle Piode, Montrigone, Orlongo, Pianaccia, Pianezza, Plello, Rozzo, Sella, Torame, Trebbie, Vanzone, Valbusaga, Valmiglione, Villa San Giovanni.
Le frazioni di Agnona, Aranco, Foresto e Isolella fino al 1928, costituivano comuni autonomi.

## Economia
Borgosesia continua a puntare per quanto riguarda la propria economia su attività di tipo industriale. La città è collocata a cavallo tra due importanti distretti industriali: quello laniero, che ha il proprio centro in Biella, e quello della rubinetteria e del valvolame, tipica della adiacente zona del Cusio.
In entrambi questi settori trovano collocazione a Borgosesia alcune importanti aziende, a cui si affiancano numerose piccole e medie imprese dell'indotto.
Dal 1987 fa parte dei "100 Comuni della Piccola Grande Italia".

## Infrastrutture e trasporti

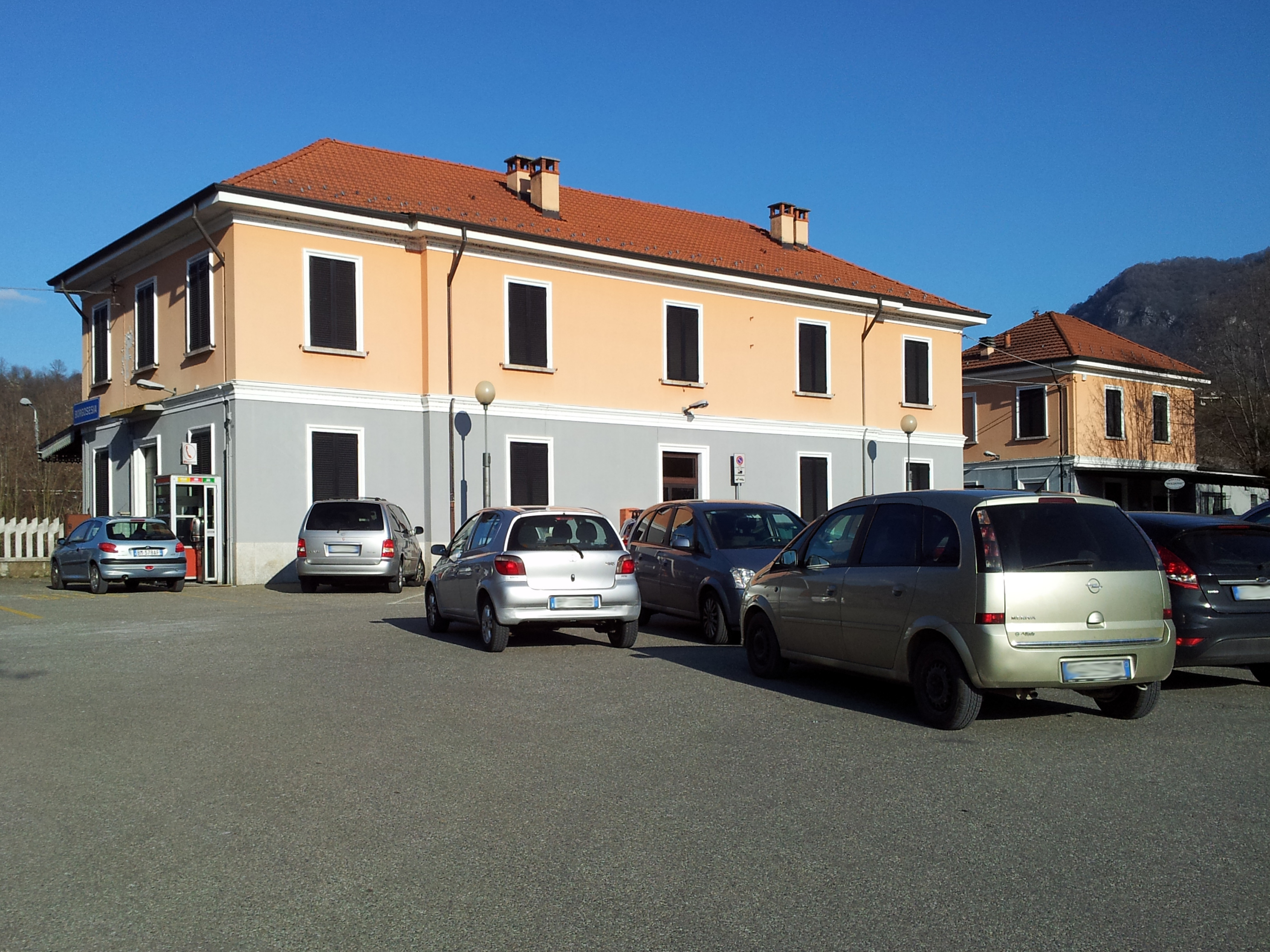
Esterno della stazione ferroviaria

### Strade
Borgosesia si sviluppa lungo la strada provinciale ( ex strada statale ) 299 di Alagna Valsesia.

## Amministrazione
| Periodo        | Periodo        | Primo cittadino   | Partito       | Carica                  | Note          |
| -------------- | -------------- | ----------------- | ------------- | ----------------------- | ------------- |
| 14 giugno 2004 | 8 giugno 2009  | Angelo Pianca     | Centro-destra | Sindaco                 |               |
| 8 giugno 2009  | 26 maggio 2014 | Alice Freschi     | Centro-destra | Sindaco                 |               |
| 26 maggio 2014 | 5 giugno 2016  | Gianluca Buonanno | Lega Nord     | Sindaco                 | [ 24 ]        |
| 5 giugno 2016  | 13 marzo 2017  | Alice Freschi     | Centro-destra | Vicesindaco f.f.        | [ 25 ] [ 26 ] |
| 13 marzo 2017  | 12 giugno 2017 | Elena Daghetta    | -             | Commissario prefettizio | [ 27 ]        |
| 12 giugno 2017 | 13 giugno 2022 | Paolo Tiramani    | Lega Nord     | Sindaco                 |               |
| 13 giugno 2022 | in carica      | Fabrizio Bonaccio | Centro-destra | Sindaco                 |               |

### Gemellaggi
- Roccaraso[28]

## Sport
La città è rappresentata sportivamente dal Borgosesia Calcio (Eccellenza), dagli Eagles Barberi Valsesia (serie D regionale) nel basket e dal Valsesia Team Volley per la pallavolo.
È presente un funzionale centro sportivo che assicura l'attività di diverse discipline quali il nuoto, il tennis, il rugby e l'atletica leggera, oltre che il calcio a cinque. Per l'attività calcistica c'è inoltre lo stadio comunale.